# Róbert Jež
Róbert Jež (wym. [ˈroːbɛrt ˈjɛʒ]; ur. 10 lipca 1981 w Nitrze) – słowacki piłkarz, występujący na pozycji środkowego pomocnika, trener.

## Kariera klubowa
Karierę piłkarską Jež rozpoczynał jako siedmiolatek w rodzinnej Nitrze, w tamtejszym klubie. W 1999 roku awansował do kadry pierwszego zespołu i zadebiutował wówczas w jego barwach w słowackiej Extralidze. W zespole z Nitry był podstawowym zawodnikiem. Grał w nim przez jeden sezon.
Latem 2000 roku Jež przeszedł do czeskiej Viktorii Pilzno. W 2001 roku spadł z Viktorią do drugiej ligi czeskiej i na tym poziomie rozgrywek grał do 2003 roku. Latem 2004 roku został wypożyczony z Viktorii do innego pierwszoligowego klubu, Marili Příbram, w którym grał przez pół sezonu. Wiosnę 2005 roku spędził w Viktorii.
Jeszcze tego samego roku Jež wrócił na Słowację i podpisał kontrakt z MŠK Žilina. Swoje pierwsze sukcesy z Žiliną osiągnął w sezonie 2006/2007, gdy wywalczył mistrzostwo kraju, a następnie zdobył także Superpuchar Słowacji. W lipcu 2009 roku po odejściu Zdeno Štrby do Skody Ksanti, Jež został mianowany kapitanem Žiliny. Rok później po raz drugi w karierze wywalczył mistrzostwo Słowacji i zdobył Superpuchar tego kraju.
Na początku 2011 roku Jež podpisał kontrakt z Górnikiem Zabrze. W Ekstraklasie zadebiutował 5 marca 2011 roku w wygranym meczu z Zagłębiem Lubin (5:1) i w debiucie zdobył gola. Po zakończeniu sezonu razem z Danielem Sikorskim odszedł z Górnika do Polonii Warszawa; obaj zawodnicy kosztowali razem 4 mln złotych, a oprócz tego Górnik wypożyczył z Polonii Daniela Gołębiewskiego. 12 czerwca 2012 roku Słowak rozwiązał kontrakt z Polonią. Trzy dni później został graczem Zagłębia Lubin. 9 stycznia 2014 roku Słowak podpisał dwuletni kontrakt z Górnikiem Zabrze. W 2016 został piłkarzem Spartaka Trnawa, w którym zakończył karierę w czerwcu tegoż roku z powodów zdrowotnych.

## Statystyki kariery klubowej
Stan na 8 czerwca 2015.
| Sezon       | Klub             | Kraj     | Rozgrywki                      | Mecze | Bramki |
| ----------- | ---------------- | -------- | ------------------------------ | ----- | ------ |
| 1998/99     | FC Nitra         | Słowacja | I liga słowacka w piłce nożnej | 2     | 1      |
| 1999/00     | FC Nitra         | Słowacja | I liga słowacka w piłce nożnej | 26    | 4      |
| 2000/01     | Viktoria Pilzno  | Czechy   | I liga czeska w piłce nożnej   | 0     | 0      |
| 2001/02     | Viktoria Pilzno  | Czechy   | II liga czeska w piłce nożnej  | 24    | 3      |
| 2002/03     | Viktoria Pilzno  | Czechy   | II liga czeska w piłce nożnej  | 21    | 3      |
| 2003/04     | Viktoria Pilzno  | Czechy   | I liga czeska w piłce nożnej   | 25    | 1      |
| 2004/05 (j) | Marila Příbram   | Czechy   | I liga czeska w piłce nożnej   | 5     | 0      |
| 2004/05 (w) | Viktoria Pilzno  | Czechy   | II liga czeska w piłce nożnej  | 14    | 2      |
| 2005/06     | MŠK Žilina       | Słowacja | I liga słowacka w piłce nożnej | 34    | 6      |
| 2006/07     | MŠK Žilina       | Słowacja | Superliga                      | 33    | 10     |
| 2007/08     | MŠK Žilina       | Słowacja | Superliga                      | 31    | 8      |
| 2008/09     | MŠK Žilina       | Słowacja | Superliga                      | 29    | 4      |
| 2009/10     | MŠK Žilina       | Słowacja | Superliga                      | 30    | 4      |
| 2010/11 (j) | MŠK Žilina       | Słowacja | Extraliga                      | 15    | 3      |
| 2010/11 (w) | Górnik Zabrze    | Polska   | Ekstraklasa                    | 14    | 5      |
| 2011/12     | Polonia Warszawa | Polska   | Ekstraklasa                    | 21    | 2      |
| 2012/13     | Zagłębie Lubin   | Polska   | Ekstraklasa                    | 27    | 4      |
| 2013/14 (j) | Zagłębie Lubin   | Polska   | Ekstraklasa                    | 13    | 0      |
| 2013/14 (w) | Górnik Zabrze    | Polska   | Ekstraklasa                    | 11    | 0      |
| 2014/15     | Górnik Zabrze    | Polska   | Ekstraklasa                    | 32    | 5      |

## Kariera reprezentacyjna
W reprezentacji Słowacji Jež zadebiutował 16 października 2007 roku w przegranym 0:3 towarzyskim spotkaniu z Chorwacją. 19 listopada 2008 roku w sparingu z Liechtensteinem (4:0) strzelił swojego pierwszego gola w kadrze narodowej.

## Statystyki kariery reprezentacyjnej
Stan na 9 sierpnia 2014. Źródło:
| Mecze i gole w reprezentacji | Mecze i gole w reprezentacji | Mecze i gole w reprezentacji         | Mecze i gole w reprezentacji | Mecze i gole w reprezentacji | Mecze i gole w reprezentacji | Mecze i gole w reprezentacji |
| #                            | Data                         | Stadion                              | Rywal                        | Wynik                        | Gol                          | Rozgrywki                    |
| 2007                         | 2007                         | 2007                                 | 2007                         | 2007                         | 2007                         | 2007                         |
| ---------------------------- | ---------------------------- | ------------------------------------ | ---------------------------- | ---------------------------- | ---------------------------- | ---------------------------- |
| 1.                           | 16.10.2007                   | Rijeka, Stadion Kantrida             | Chorwacja                    | 0:3                          | 0                            | towarzyski                   |
| 2008                         |                              |                                      |                              |                              |                              |                              |
| 2.                           | 26.03.2008                   | Zlaté Moravce, Štadión FC ViOn       | Islandia                     | 1:2                          | 0                            | towarzyski                   |
| 3.                           | 19.11.2008                   | Żylina, Štadión pod Dubňom           | Liechtenstein                | 4:0                          | 1                            | towarzyski                   |
| 2009                         |                              |                                      |                              |                              |                              |                              |
| 4.                           | 11.02.2009                   | Nikozja, Cypr                        | Cypr                         | 2:3                          | 1                            | towarzyski                   |
| 2011                         |                              |                                      |                              |                              |                              |                              |
| 5.                           | 04.06.2011                   | Bratysława, Štadión Pasienky         | Andora                       | 1:0                          | 0                            | eME                          |
| 6.                           | 10.08.2011                   | Klagenfurt am Wörthersee, Hypo-Arena | Austria                      | 2:1                          | 1                            | towarzyski                   |
| 7.                           | 06.09.2011                   | Żylina, Štadión pod Dubňom           | Armenia                      | 0:4                          | 0                            | eME                          |
| 8.                           | 11.10.2011                   | Skopje, Stadion Filipa II            | Macedonia Północna           | 1:1                          | 0                            | eME                          |
| 2012                         |                              |                                      |                              |                              |                              |                              |
| 9.                           | 29.02.2012                   | Bursa, Bursa Atatürk Stadium         | Turcja                       | 2:1                          | 0                            | towarzyski                   |